# Белоконь, Максим Витальевич
Максим Витальевич Белоконь (укр. Максим Віталійович Білоконь; 1 апреля 1997— 27 февраля 2022, Чернигов, Украина) — старший лейтенант Национальной гвардии Украины, участник отражения атаки российских войск при обороне Чернигова во время вторжения России на Украину. Уничтожил два танка и диверсионно-разведывательную группу россиян. Герой Украины (2022).

## Биография
Максим Белоконь родился в городе Ромны Сумской области Украины.
В 2015 году окончил Государственный лицей-интернат с усиленной военно-физической подготовкой «Кадетский корпус» имени И. Г. Харитоненко Государственной пограничной службы Украины, Национальной академии сухопутных войск имени гетмана Петра Сагайдачного. На службе был направлен в 1-ю отдельную танковую Северскую бригаду в поселке Гончаровское на Черниговщине.
Во время нападения российских войск участвовал в обороне Чернигова, уничтожил диверсионно-разведывательную группу и 2 танка противника.
27 февраля 2022 года погиб при обороне города Чернигова от российских войск вместе со своим танковым экипажем.

## Награды
- Звание Герой Украины c вручением ордена «Золотая Звезда» (3 марта 2022)[2]